# Gudmund Storlien
Gudmund Storlien (ur. 4 lipca 1990 w Hamar) – norweski narciarz, specjalista kombinacji norweskiej, czterokrotny medalista mistrzostw świata juniorów.

## Kariera
Po raz pierwszy na arenie międzynarodowej Gudmund Storlien pojawił się 9 marca 2007 roku, podczas zawodów Pucharu Kontynentalnego w Stryn. Zajął wtedy 23. miejsce w sprincie. W lutym 2008 roku wystąpił na Mistrzostwach Świata Juniorów w Zakopanem, gdzie był czwarty w konkursie rozgrywanym metodą Gundersena, a sprint ukończył na 40. pozycji. Rok później, na Mistrzostwach Świata Juniorów w Štrbskim Plesie Norwegowie ze Storlienem w składzie zdobyli złoty medal w sztafecie, a indywidualnie Storlien zdobył srebrny medal w Gundersenie. Dwa medale zdobył także na Mistrzostwach Świata Juniorów w Hinterzarten w 2010 roku. W sztafecie zdobył srebrny medal, a w konkursie metodą Gundersena był tym razem trzeci.
W Pucharze Świata zadebiutował 7 grudnia 2008 roku w Trondheim, gdzie zajął 52. miejsce w Gundersenie. Pierwsze pucharowe punkty zdobył jednak dopiero 26 listopada 2010 roku w Ruce, zajmując 22. miejsce w Gundersenie. W sezonie 2010/2011 punktował jeszcze sześciokrotnie, najlepszy wynik osiągając 11 marca 2011 roku w Lahti, gdzie był piętnasty w Gundersenie. W klasyfikacji generalnej zajął ostatecznie 32. miejsce. Równocześnie Storlien startował w zawodach Pucharu Kontynentalnego. Odnosił tam większe sukcesy, między innymi zajmując 3. miejsce w zawodach w Kranju 14 lutego 2010 roku. W klasyfikacji generalnej sezonu 2009/2010 Pucharu Kontynentalnego zajął 17. miejsce.

## Osiągnięcia

### Mistrzostwa świata juniorów
| Miejsce | Dzień       | Rok  | Miejscowość         | Konkurencja           | Wynik zwycięzcy | Strata      | Zwycięzca            |
| ------- | ----------- | ---- | ------------------- | --------------------- | --------------- | ----------- | -------------------- |
| 4.      | 27 lutego   | 2008 | Zakopane            | Gundersen HS94/10 km  | ?               | +1:33.8 min | Alessandro Pittin    |
| 40.     | 29 lutego   | 2008 | Zakopane            | Sprint HS94/5 km      | ?               | +3:04.3 m   | Tomaz Druml          |
| 2.      | 5 lutego    | 2009 | Szczyrbskie Jezioro | Sprint HS100/5 km     | 13:26.0 min     | +4.7 s      | Alessandro Pittin    |
| 1.      | 7 lutego    | 2009 | Szczyrbskie Jezioro | Sztafeta HS100/4x5 km | 53:17.3 min     | -           | -                    |
| 7.      | 9 lutego    | 2009 | Szczyrbskie Jezioro | Gundersen HS100/10 km | 28:31.7 min     | +2:06.7 min | Alessandro Pittin    |
| 22.     | 27 stycznia | 2010 | Hinterzarten        | Sprint HS106/5 km     | 12:55.4 min     | +2:27.2 min | Junshirō Kobayashi   |
| 2.      | 29 stycznia | 2010 | Hinterzarten        | Sztafeta HS106/4x5 km | 53:00.1 min     | +13.5 s     | Niemcy               |
| 3.      | 31 stycznia | 2010 | Hinterzarten        | Gundersen HS106/10 km | 29:43.5 min     | +26.0 s     | Ole Christian Wendel |

### Puchar Świata

#### Miejsca w klasyfikacji generalnej
- sezon 2010/2011: 32.
- sezon 2011/2012: 27.
- sezon 2012/2013: 43.
- sezon 2013/2014: -
- sezon 2014/2015: 62.

#### Miejsca na podium chronologicznie
Jak dotąd Storlien nie stał na podium indywidualnych zawodów Pucharu Świata.

### Puchar Kontynentalny

#### Miejsca w klasyfikacji generalnej
- sezon 2008/2009: 93.
- sezon 2009/2010: 17.
- sezon 2010/2011: -
- sezon 2011/2012: -
- sezon 2012/2013: 18.
- sezon 2013/2014: 90.
- sezon 2014/2015: 3.

#### Miejsca na podium chronologicznie
| Nr | Data             | Miejscowość | Konkurencja           | Wynik zwycięzcy | Pozycja | Strata  | Zwycięzca             |
| -- | ---------------- | ----------- | --------------------- | --------------- | ------- | ------- | --------------------- |
| 1. | 14 lutego 2010   | Kranj       | Gundersen HS109/10 km | 23:26.8 min     | 3.      | +1.0 s  | Tomaz Druml           |
| 2. | 19 stycznia 2013 | Klingenthal | Gundersen HS140/10 km | 24:38.4 min     | 2.      | +0.1 s  | Janis Morweiser       |
| 3. | 11 stycznia 2015 | Høydalsmo   | Gundersen HS94/10 km  | 26:54.6 min     | 3.      | +5.1 s  | Paul Gerstgraser      |
| 4. | 15 lutego 2015   | Ramsau      | Gundersen HS98/10 km  | 23:28.5 min     | 2.      | +0.3 s  | Espen Andersen        |
| 5. | 28 lutego 2015   | Ruka        | Gundersen HS142/10 km | 26:28.3 min     | 3.      | +16.0 s | Bernhard Flaschberger |
| 6. | 1 marca 2015     | Ruka        | Gundersen HS142/10 km | 23:28.5 min     | 2.      | +20.5 s | Lukas Greiderer       |

### Letnie Grand Prix

#### Miejsca w klasyfikacji generalnej
- 2010: 31.
- 2011: 23.

#### Miejsca na podium chronologicznie
Jak dotąd Storlien nie stał na podium indywidualnych zawodów LGP.